# Временитост
Временитост или темпоралност је филозофски појам који се односи на све што има ограничено и променљиво постојање у времену, што настаје, мења се, пропада и нестаје. Временитост се односи на све оно што сачињава чулну, појавну стварност. Тома Аквински је изједначио по значењу временито и световно (темпорално и секуларно). Филозофија је традиционално усмерена на оно што је вечно, или бар трајно, у временитом.